# 穆雷公園 (加利福尼亞州)
穆雷公園（英語：Murray Park）是位於美國加利福尼亞州馬林縣的一個非建制地區。該地的面積和人口皆未知。

## 地理
穆雷公園的座標為37°56′40″N 122°33′13″W / 37.94444°N 122.55361°W，而該地的平均海拔高度為25米（即82英尺）。